# 溫州港
溫州港是浙江省温州市的港口。位于中国大陆东南沿海，临近的主要港口有北部的宁波港、台州港、南部的福州港，以及台湾的高雄、基隆港。拥有海岸线350公里，是中国大陆沿海25个主要港口之一。。温州港划分为状元岙港区、乐清湾港区、大小门岛港区、瓯江港区、瑞安港区、平阳港区、苍南港区七大港区。2009年10月19日起成為中國大陸對台直航港口。温州港预计在“十二五”期间投资215.7亿元；新增万吨级及以上泊位7个，新增港口货物吞吐能力3000万吨以上。